# Campeonato Mundial de Polo de 1995
El Campeonato Mundial de Polo de 1995 se desarrolló en St. Moritz, Suiza, desde el 22 al 30 de julio de aquel año. Fue la cuarta edición del mundial de polo.
El campeón en esta oportunidad fue Brasil, alcanzando su primer título en la historia. En la final derrotó a Argentina, un rival tradicional para ellos. El encuentro resultó muy disputado y finalmente fue ganado por los brasileños por apenas un gol de diferencia.
El resto de los participantes fueron México, Inglaterra, India y Suiza. Este último fue el país organizador, sin embargo su selección defraudó al público al ubicarse en la última posición.

## Desarrollo del campeonato
En la primera ronda del mundial los equipos quedaron divididos en dos grupos, el "A" y el "B". El Grupo "A" estaba compuesto por Argentina, México y Suiza y el Grupo "B" por Brasil, Inglaterra e India.

### Resultados Grupo A
- Argentina (15) vs Suiza (5)
- Argentina (9) vs México (3)
- México (7) vs Suiza (3)

### Resultados Grupo B
- Brasil (10) vs Inglaterra (8)
- Inglaterra (9) vs India (7)
- Brasil (6) vs India (4)

### Último puesto
- India (15) vs Suiza (11)

### Resultados semifinales
|  | Semifinales | Semifinales |    |  | Final  | Final |  |
|  |             |             |    |  |        |       |  |
|  |             |             |    |  |        |       |  |
|  | Brasil      | 10          |    |  |        |       |  |
|  | México      | 6           |    |  |        |       |  |
|  |             |             |    |  |        |       |  |
|  |             |             |    |  |        |       |  |
|  |             |             |    |  | Brasil | 11    |  |
|  |             | Argentina   | 10 |  |        |       |  |
|  |             |             |    |  |        |       |  |
|  |             |             |    |  |        |       |  |
|  |             |             |    |  |        |       |  |
|  |             |             |    |  |        |       |  |
|  | Argentina   | 15          |    |  |        |       |  |
|  | Inglaterra  | 10          |    |  |        |       |  |

### Final
| Lugar | Selección | Formación                                                                  | Goles |
| ----- | --------- | -------------------------------------------------------------------------- | ----- |
| 1°    | Brasil    | Olavo Novaez, Ubajara Andrade Eduardo Junqueira, Luizz C. Figuera de Mello | 11    |
| 2°    | Argentina | Gonzalo von Wernicke, Lucas Ponteverde Javier Novillo, Ignacio Figueras    | 10    |

- En el partido por el tercer puesto México venció a Inglaterra 11-10.

### Posiciones finales
- Campeón: Brasil
- Subcampeón: Argentina
- 3° Lugar: México
- 4° Lugar: Inglaterra
- 5° Lugar: India
- 6° Lugar: Suiza